# قشلاق (قرية)

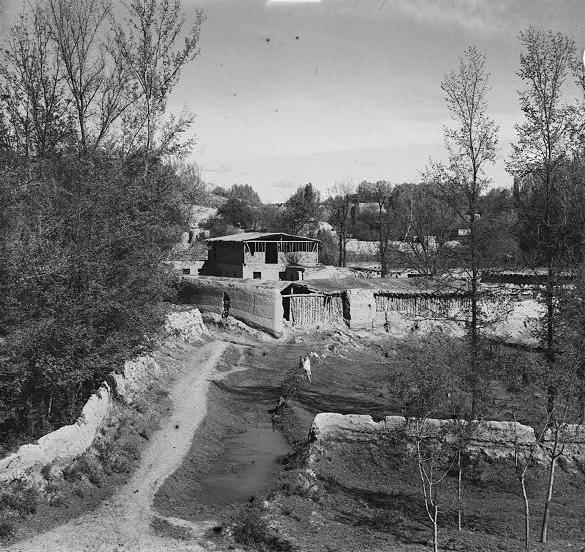
قشلاق بالقرب من سمرقند في أوائل القرن العشرين

قشلاق أو قشلاغ (بالأوزبكية: qishloq)‏‎، (بالتركمانية: gyşlag)‏، (بالتركية: kışlak)‏، (بالأذرية: qışlaq)، (بالفارسية: قشلاق) أو قشتاق (بالقيرغيزية: кыштак)‏ أو قشتاو (بالقازاقية: қыстау)‏ هي قرية أو مستوطنة ريفية لشعوب تركية شبه بدوية في آسيا الوسطى وأذربيجان. معنى هذا المصطلح هو المَشْتَى أي موضع الإشتاء أي المكان الذين يَبيت القوم فيه في الشتاء. تقليديًا؛ يُحيط بالقشلاق سياج من الطين أو الصلصال ويمكن ملاحظة المصطلح في أسماء المواقع الجغرافية، مثل أفغان-قشلاق (أوزبكستان)، ينغي-قشلاق (تركمانستان)، قشلاق (أذربيجان) أو قشلاق في إيران (مثلَ قره قشلاق ، وحسن قشلاق وخردة قشلاق).

## معرض الصور

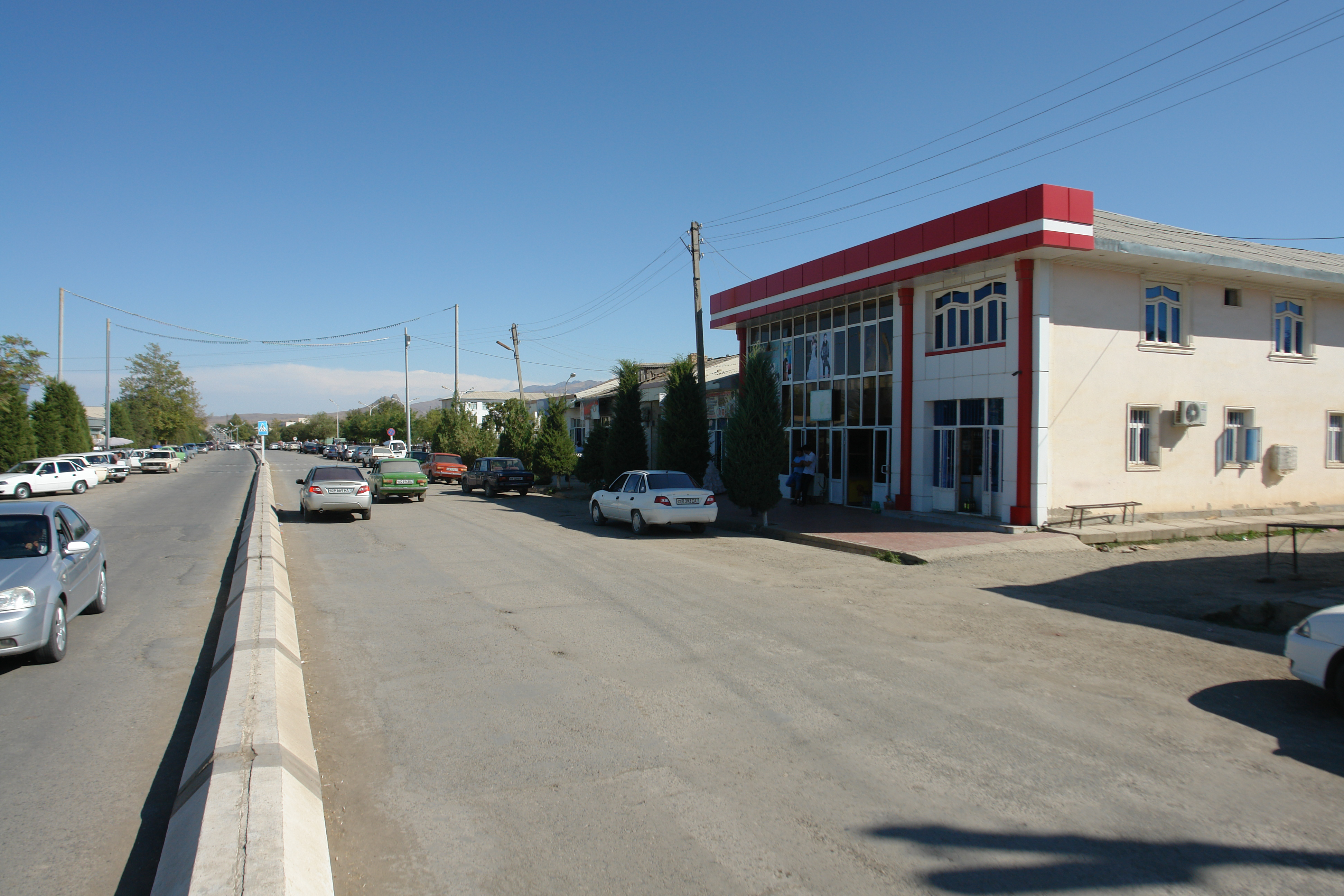
قشلاق في منطقة جيزك في أوزبكستان
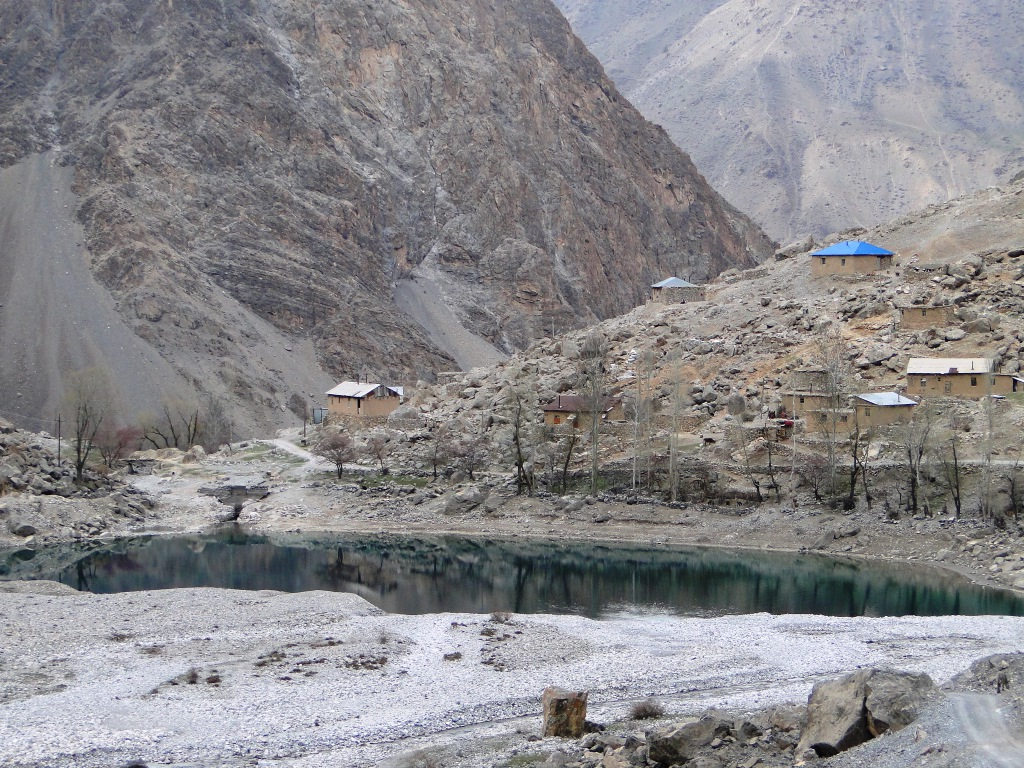
قرية جبلية في طاجيكستان
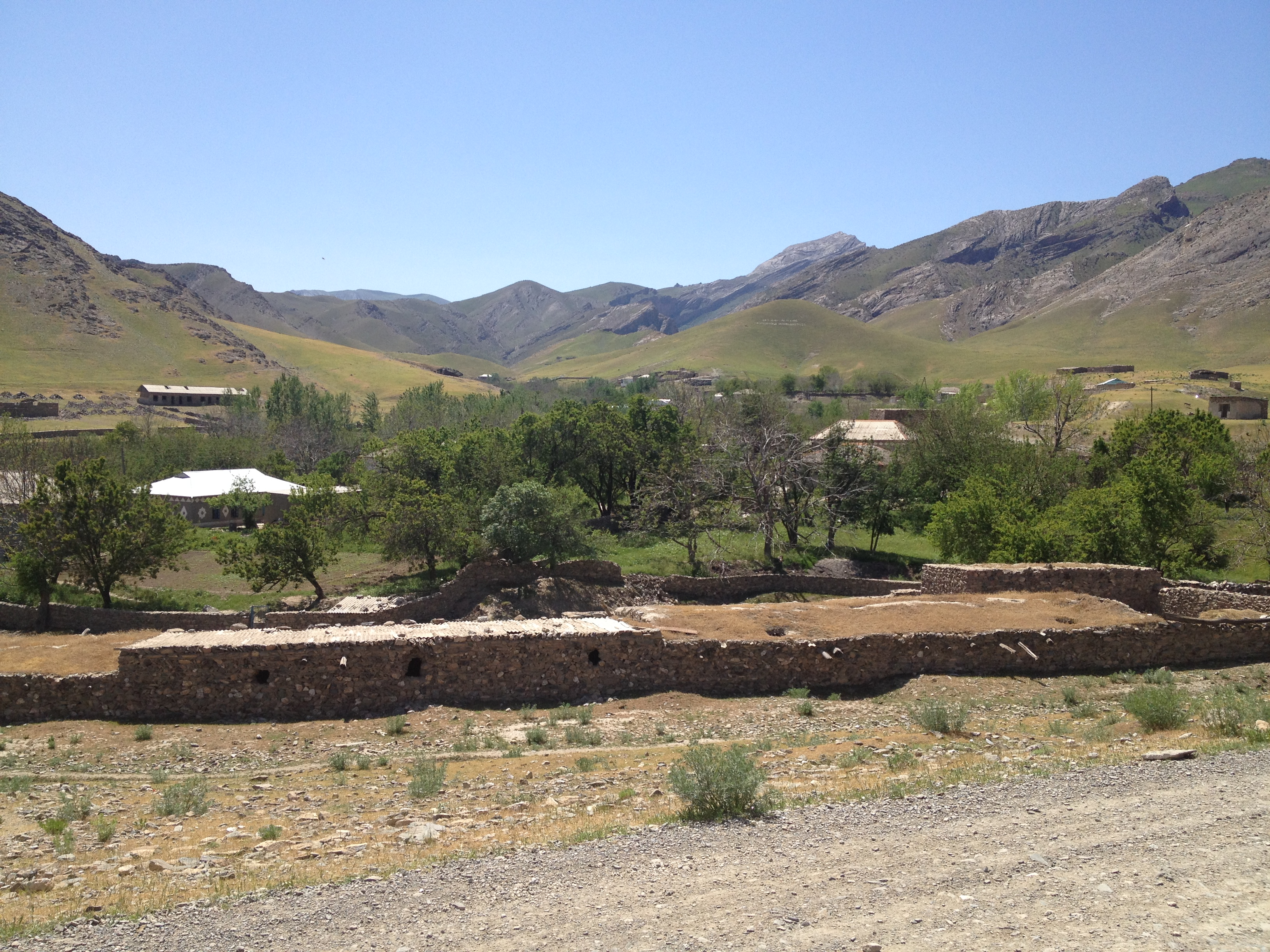
قرية ساب في منطقة نوائي في أوزبكستان
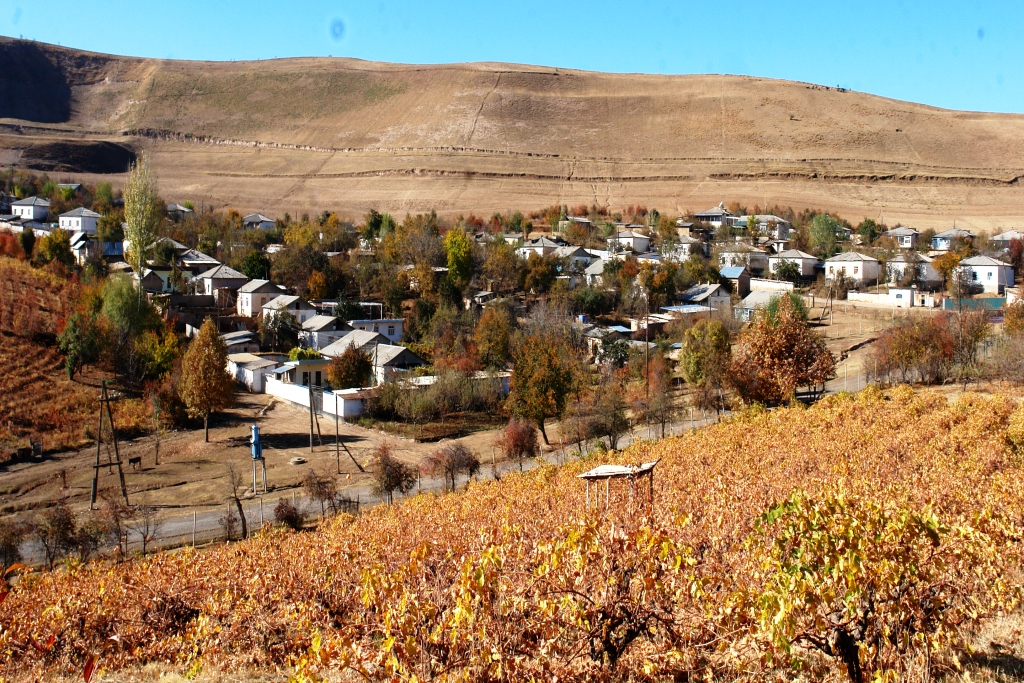
قرية باباسورخان في منطقة حصار في طاجيكستان
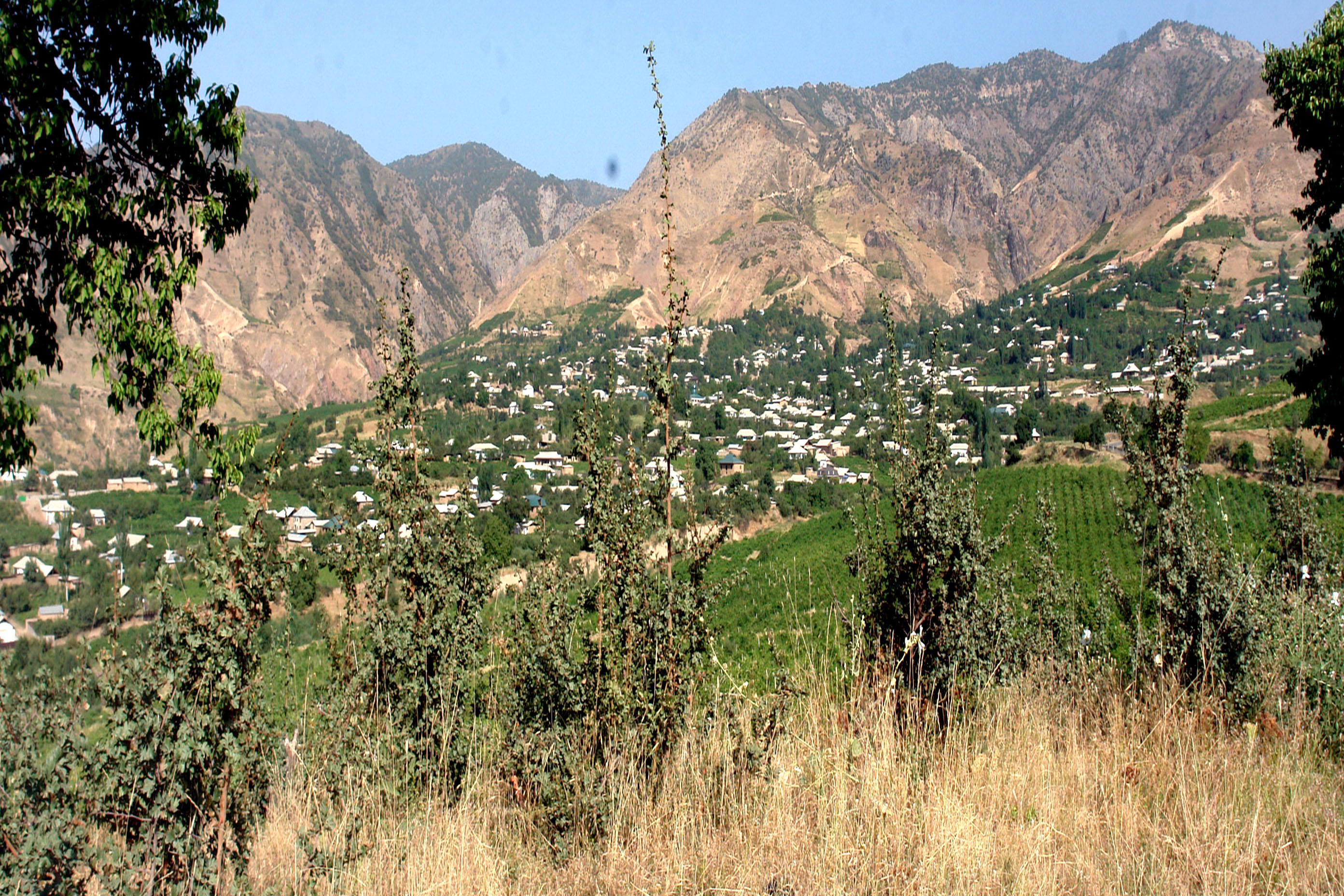
قشلاق نيلو في منطقة حصار في طاجيكستان
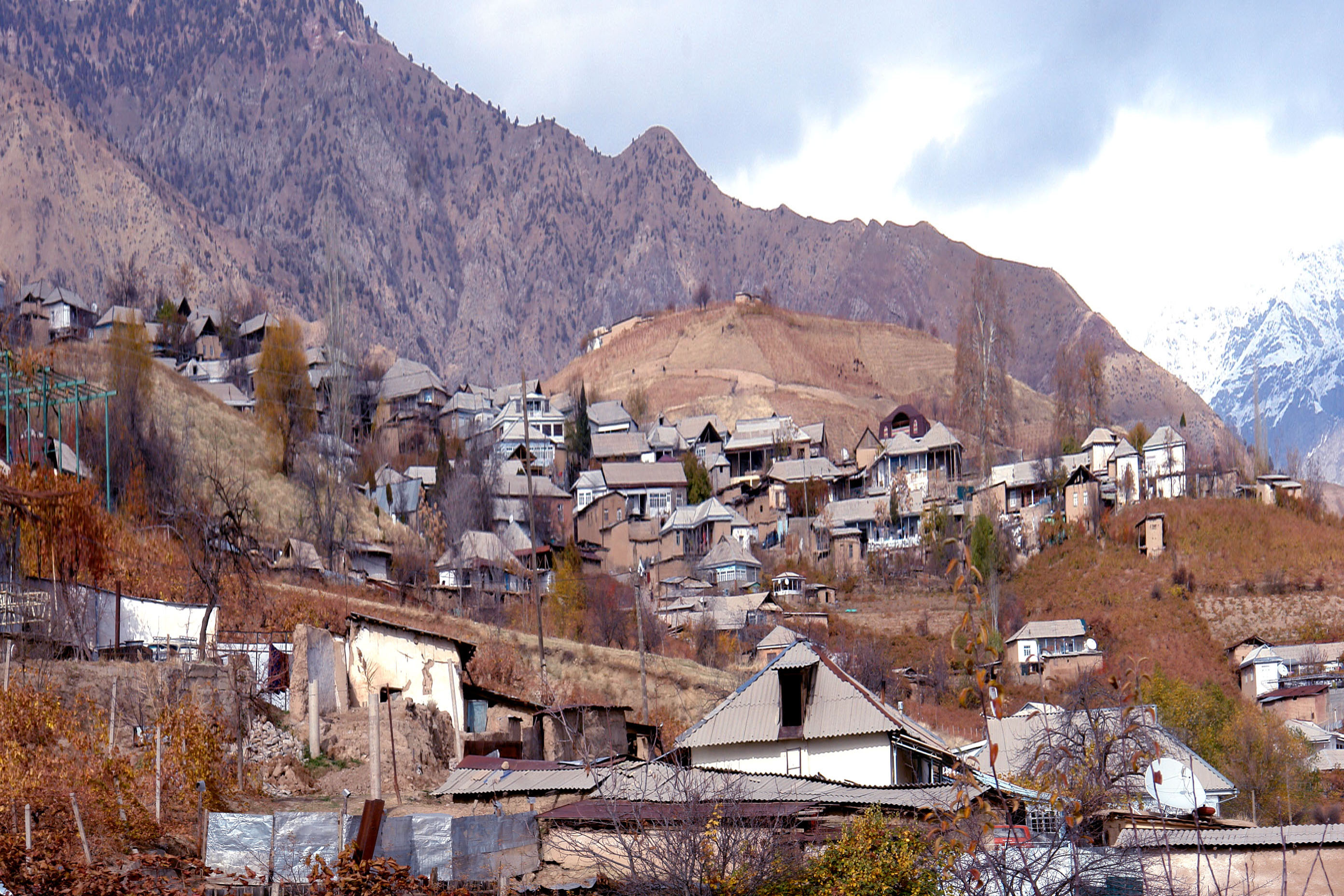
قرية شاهان في منطقة حصار في طاجيكستان
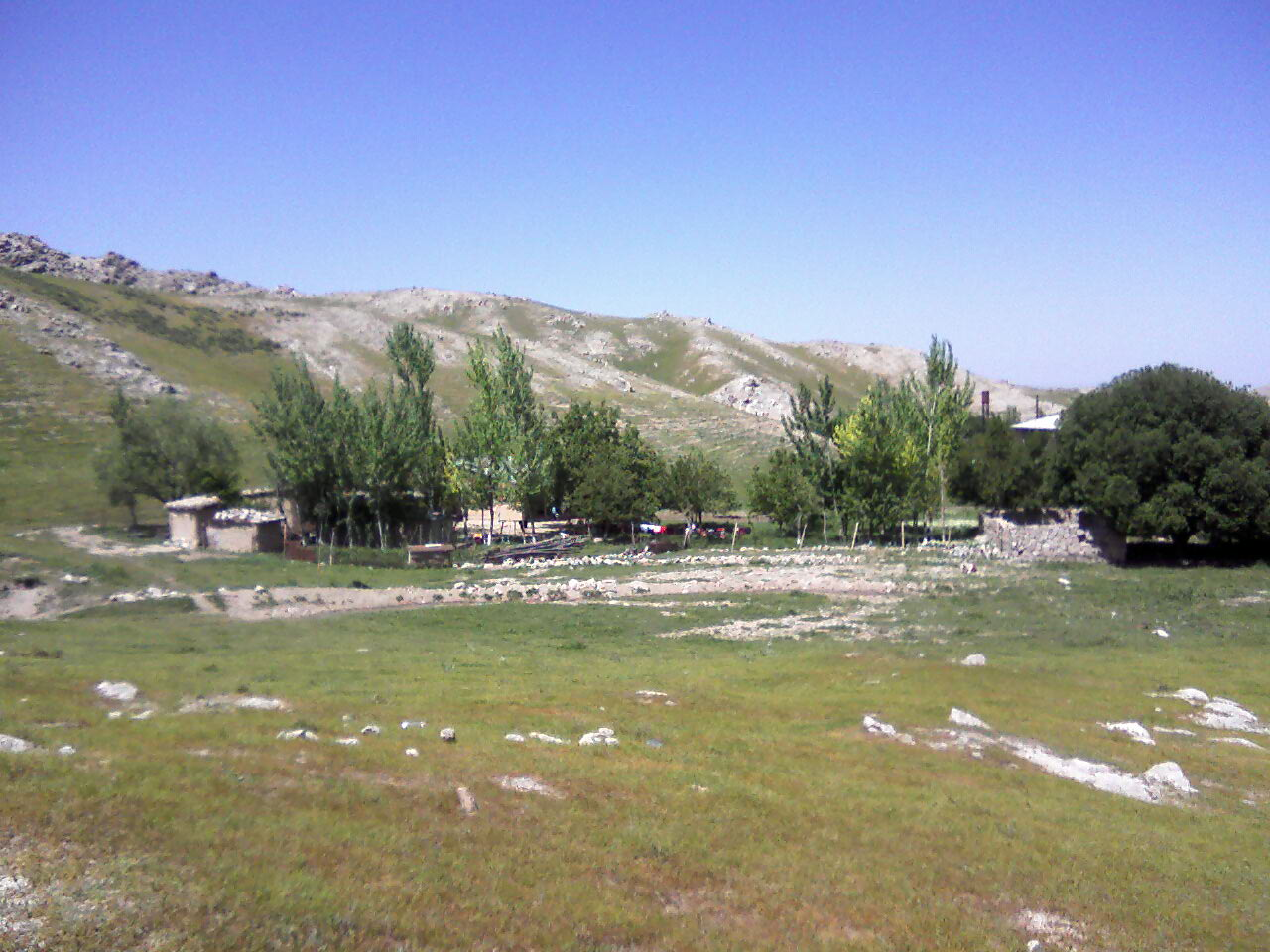
مرنقل قشلق في منطقة سمرقند في أوزبكستان
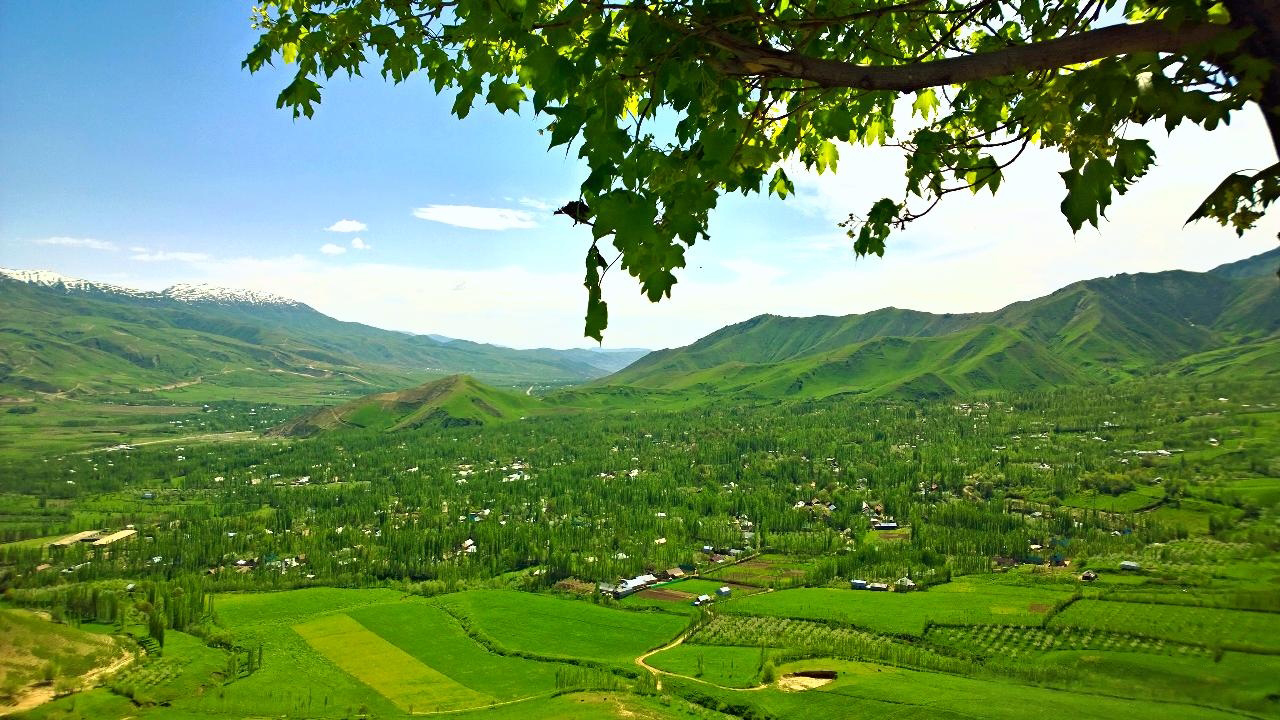
قرية إيلاك في منطقة فيض آباد في طاجيكستان